# Kanton Case-Pilote-Bellefontaine
Kanton Case-Pilote-Bellefontaine (francouzsky Canton de Case-Pilote-Bellefontaine) byl francouzský kanton v departementu Martinik v regionu Martinik. Tvořily ho dvě obce. Zrušen byl v roce 2015.

## Obce kantonu
- Case-Pilote
- Bellefontaine